# Punto de partida (álbum de Ximena Abarca)
Punto de partida es el primer álbum de estudio de Ximena Abarca, lanzado en Chile durante el primer cuarto del año 2004.
Punto de partida fue grabado como uno de los premios luego que la intérprete ganara el programa de talentos Protagonistas de la música.

## Lanzamiento
"Punto de partida" fue la canción que dio nombre al álbum, esta fue una de las primeras composiciones de la cantante, cuya letra y sonido fue creada durante su instancia en la telerrealidad de Canal 13, Protagonistas de la música. La canción finalmente, fue incluida en el corte final del álbum, bajo la reedición de Juan Andrés Ossandón, quien colaboró en cinco de las canciones de Punto de partida.
El álbum debutó número cuatro en la lista de Feria del Disco, permaneciendo solo por dos semanas entre los diez discos más vendidos en el país, figurando número cuatro y número ocho, durante las semanas respectivas.
Del álbum finalmente fueron lanzados un total de tres sencillos, los que sólo consiguieron un débil ingreso al Top 20, con una corta permanencia en la lista.

## Lista de canciones

### Edición Chilena
|                 | Título                           | Escritura                                        | Producción                                       | Duración |
| --------------- | -------------------------------- | ------------------------------------------------ | ------------------------------------------------ | -------- |
| EDICIÓN CHILENA |                                  |                                                  |                                                  |          |
| Chile           |                                  |                                                  |                                                  |          |
| 1               | "El juego de la resistencia"     | Ximena Abarca; Juan Andrés Ossandón              | Juan Andrés Ossandón                             | 03:56    |
| 2               | "Ruégame"                        | Juan Andrés Ossandón                             | Juan Andrés Ossandón                             | 03:33    |
| 3               | "Alguien (Que hable bien de ti)" | Juan Andrés Ossandón                             | Juan Andrés Ossandón                             | 04:15    |
| 4               | "Si quieres mi amor"             | Hal S. Bratt; Donato Poveda; Robert Ellis Orrall | Hal S. Bratt; Donato Poveda; Robert Ellis Orrall | 03:54    |
| 5               | "Una no es ninguna"              | Juan Andrés Ossandón                             | Juan Andrés Ossandón                             | 04:52    |
| 6               | "Arrepentido"                    | Juan Andrés Ossandón                             | Andrés De León; Juan Andrés Ossandón             | 03:54    |
| 7               | "Así me gusta a mí"              | José Manuel Moles; Hal S. Bratt                  | José Manuel Moles; Hal S. Bratt                  | 03:51    |
| 8               | "Amor violento"                  | Leopoldo Méndez Alcayaga                         | Olav Fossheim, Fernando Fuentes, DJ Méndez       | 03:02    |
| 9               | "Te daría mi amor"               | Leopoldo Méndez Alcayaga                         | Michel Zitron; Mans Wredenberg; Meter Eggers     | 04:12    |
| 10              | "Punto de partida"               | Ximena Abarca                                    | Ximena Abarca; Juan Andrés Ossandón              | 03:52    |

### Pistas Bono
|             | Título                                                                       | Composición | Producción                | Duración |
| ----------- | ---------------------------------------------------------------------------- | ----------- | ------------------------- | -------- |
| Pistas Bono |                                                                              |             |                           |          |
| Chile       |                                                                              |             |                           |          |
| 11          | "Mala Sombra" - Versión en español de "Bad Bad Leroy Brown" de Frank Sinatra | Jim Croce   | Jim Croce; Joaquín Sabina | 03:44    |

## Sencillos
- "El juego de la resistencia" fue el sencillo debut de Ximena Abarca, y el primero de Punto de partida. Su lanzamiento en las estaciones de radio del país se llevó a cabo a comienzos de 2004, y no contó con un video musical como respaldo, aun así la canción se posicionó número doce en la lista Chile Top 20, marcando la cumbre de la intérprete en la lista chilena.[1]

- "Amor violento" fue lanzada como el segundo sencillo del álbum. Escrita y producida por DJ Méndez, la movida canción fue lanzada oficialmente en las estaciones de radio entre los meses de junio y julio de 2004. Su video musical, fue el primer video rodado por la intérprete, siendo altamente rotado en los canales de televisión nacionales. La canción, si bien no marcó una posición más alta que "El juego de la resistencia", tuvo una permanencia más larga en la lista Chilena.[2]

- "Alguien (Que hable bien de ti)" finalmente fue lanzada como el tercer y último sencillo del álbum Punto de partida. La suave balada falló en su ingreso a la lista chilena, pero su video musical fue altamente rotado en importantes canales televisivos, como Zona Latina. Su lanzamiento oficial en las estaciones de radio chilenas, tuvo lugar durante los últimos meses de 2004.

## Certificaciones
| País    | Proveedor       | Mejor posición | Certificación | Ventas |
| ------- | --------------- | -------------- | ------------- | ------ |
| AMÉRICA |                 |                |               |        |
| Chile   | Feria del Disco | 4              | Oro           | 8.500  |

## Créditos

### Producción
- Producción musical: Juan Andrés Ossandón
- Producción ejecutiva: Gaspar Domínguez